# Palicourea hedyosmoides
Palicourea hedyosmoides är en måreväxtart som beskrevs av Paul Carpenter Standley och Julian Alfred Steyermark. Palicourea hedyosmoides ingår i släktet Palicourea och familjen måreväxter.
Artens utbredningsområde är Colombia. Inga underarter finns listade i Catalogue of Life.